# Ana Rujas
Ana Rujas Guerrero (Madrid, 14 de mayo de 1989) es una actriz de teatro, cine y televisión, escritora, modelo y guionista española, conocida por ser la creadora, autora y protagonista de la serie Cardo (2022), y por su papel protagonista en la serie La mesías (2023) de Los Javis.

## Biografía
Nace y se cría en el madrileño barrio de Carabanchel. Estudia interpretación y arte dramático en el estudio de Juan Carlos Corazza.
Empieza a trabajar como actriz a los 19 años con su papel protagonista en la serie HKM (2008), y su participación en la serie 90-60-90, diario secreto de una adolescente (2009). En 2011 trabaja en algunos capítulos de la serie histórica Hispania, la leyenda, en la serie policiaca de misterio Punta Escarlata, y en la miniserie homenaje a Rocío Dúrcal Rocío Dúrcal, volver a verte, encarnando a su hija Shaila Dúrcal. En 2016 aparece en la serie de Netflix Paquita Salas de Los Javis (Javier Calvo y Javier Ambrossi), y en 2017 en la serie de Telecinco La que se avecina.
En 2017 coprotagoniza en el Teatro Lara la obra Qué sabes tú de mis tristezas (de Ariadne Serrano, basada en textos de Roy Galán). En 2018 protagoniza la película de cine independiente Diana, escrita y dirigida por Alejo Moreno (estrenada en los cines Renoir, emitida en Filmin). En 2019 estrena como coautora y actriz protagonista la obra de teatro alternativo La mujer más fea del mundo (de Ana Rujas y Bárbara Mestanza) en el Teatro Pavón Kamikaze. 
En 2021 se anuncia que es la protagonista y coautora de Cardo, una serie de seis episodios, basada en su idea original y creada por ella misma junto a Claudia Costafreda, producida por Javier Calvo y Javier Ambrossi y emitida por Atresplayer Premium. Por su labor en esa serie, Ana Rujas es galardonada en 2022 con dos Premios Feroz, uno como cocreadora de la mejor serie dramática del año, el otro como mejor actriz protagonista de televisión. En febrero de 2023 se estrena Cardo 2, la segunda temporada de la serie.
En primavera de 2023 Ana publica en Penguin Random House su primer libro de autoficción literaria, que lleva por título La otra bestia, presentándolo en la Feria del Libro de Madrid. 
También en 2023, destaca como una de las protagonistas principales de la serie La mesías de Los Javis (Javier Calvo y Javier Ambrossi), emitida en Movistar Plus+ y ganadora de varios Premios Feroz, del Premio Forqué y del Fotogramas de Plata a la mejor serie del año. Por su papel en esta serie, Ana Rujas es nominada como mejor actriz protagonista al Premio Feroz, Premio Forqué, Premio Fotogramas de Plata, y Premio de la Unión de Actores.
En 2024 se anuncia que ella será la actriz protagonista de “8” (Ocho), el nuevo largometraje del premiado realizador Julio Medem. 

## Filmografía

### Televisión
| Año       | Serie                                       | Personaje                   | Notas                          |
| --------- | ------------------------------------------- | --------------------------- | ------------------------------ |
| 2008      | Cuenta atrás                                | Chica del pasado            | 1 episodio                     |
| 2008–2009 | HKM: Hablan, kantan, mienten                | Victoria «Vicky» de Castro  | Elenco principal; 85 episodios |
| 2009      | Bicho malo (nunca muere)                    | Hermana de Guaperas         | 2 episodios                    |
| 2009      | 90-60-90, diario secreto de una adolescente | África Villalba             | Elenco principal; 8 episodios  |
| 2011      | Punta Escarlata                             | Virginia                    | Elenco principal; 9 episodios  |
| 2011      | Hispania, la leyenda                        | Stena                       | 3 episodios                    |
| 2011      | Ángel o demonio                             | Mamen                       | 1 episodio                     |
| 2011      | Rocío Dúrcal, volver a verte                | Shaila Dúrcal               | Miniserie                      |
| 2012      | Frágiles                                    | Laura                       | 1 episodio                     |
| 2012      | Con el culo al aire                         | Ligue de Ángel              | 1 episodio                     |
| 2012      | Falcón                                      | Eloísa María Gómez          | 1 episodio                     |
| 2012–2013 | Arrayán                                     | Esther                      | 45 episodios                   |
| 2013      | Tormenta                                    | Martina                     | Miniserie                      |
| 2014      | Ciega a citas                               | Reme                        | 5 episodios                    |
| 2016      | Paquita Salas                               | Actriz de teatro            | 1 episodio                     |
| 2017      | La que se avecina                           | Anastasia                   | 1 episodio                     |
| 2017–2018 | Dorien                                      | Blanca                      | 3 episodios                    |
| 2019      | Derecho a soñar                             | Novia de Luis               | 4 episodios                    |
| 2021–2023 | Cardo                                       | María Hernández             | Protagonista; 12 episodios     |
| 2023      | La Mesías                                   | Montserrat Baró             | Elenco principal; 4 episodios  |
| 2025      | En el barro                                 | Amparo "La gallega" Vilches | Elenco principal; 8 episodios  |

### Cine
| Año  | Serie                    | Personaje | Director                            | Notas        |
| ---- | ------------------------ | --------- | ----------------------------------- | ------------ |
| 2012 | Summertime               | Sonia     | Norberto Ramos del Val              |              |
| 2013 | La paciencia del cazador | Carmen    | Hermanos Prada                      | Cortometraje |
| 2014 | Time after time          | Susana    | Peris Romano y Pablo Silva González | Cortometraje |
| 2017 | Bright Lights            | Noa       | María Zabala                        |              |
| 2017 | Toc Toc                  | Natalia   | Vicente Villanueva                  |              |
| 2018 | Diana                    | Sofía     | Alejo Moreno                        |              |
| 2023 | Venus                    | Ana       | Víctor Conde                        |              |
| 2025 | 8                        | Adela     | Julio Medem                         |              |
| 2025 | La buena letra           | Isabel    | Celia Rico Clavellino               |              |

## Premios y nominaciones
| Premio              | Año  | Categoría                              | Trabajo nominado | Resultado | Ref.   |
| ------------------- | ---- | -------------------------------------- | ---------------- | --------- | ------ |
| Fotogramas de Plata | 2022 | Mejor actriz de televisión             | Cardo            | Nominada  |        |
| Fotogramas de Plata | 2024 | Mejor actriz de televisión             | La Mesías        | Nominada  |        |
| Premio Iris         | 2022 | Mejor guion de ficción                 | Cardo            | Nominada  |        |
| Premios Feroz       | 2022 | Mejor serie dramática (creadora)       | Cardo            | Ganadora  | [ 10 ] |
| Premios Feroz       | 2022 | Mejor actriz protagonista de una serie | Cardo            | Ganadora  | [ 10 ] |
| Premios Feroz       | 2024 | Mejor actriz protagonista de una serie | La Mesías        | Nominada  |        |